# Магла у августу (роман)
Магла у августу (на немачком језику Nebel im August) је роман Роберта Домеса из 2008. године. Прича се врти око четрнаестогодишњег Јениши дечака, Ернста Лоса који је убијен еутаназијом од стране нациста .

## Радња
Домес је 2002. године почео да проучава живот Ернста Лоса, номадског дечака Јениши националности који је путовао у јужну Немачку. Ернст је раздвојен од родитеља 1933. године. Као сироче, први пут је послат у сиротиште 1942. године, потом у рехабилитациони центар за децу и на крају у психијатријску болницу. Тамо је убијен 1944. године у својој 14. години, прекомерном дозом морфина и скополамина. Био је једна од најмање 200.000 жртава програма еутаназије деце у оквиру националсоцијализма у Нацистичкој Немачкој.
Домес је у роману описао живот Ернста Лоса, а роман је објављен 2008. године од стране CBT (Рендом Хаус) издавачке куће као дечија књига. Књига је добила бројне награде и у школама је уведена као лектира.
Године 2016. снимљена је филмска адаптација у режији немачког редитеља Каи Весела. Драма Магла у августу објављена је у немачким позориштима у септембру 2016. године. Један је од 8 немачких филмова који су пријављени за награду Оскар за најбољи филм на страном језику у 2017. години, али на крају није одабран.